# 卡尔·诺伊基希
卡尔·诺伊基希（德語：Karl Neukirch，1864年11月3日—1941年6月26日），生于柏林，德国男子竞技体操运动员。他曾获得1896年夏季奥运会体操比赛男子团体单杠和团体双杠金牌。他于1941年在柏林去世。